# Onderwijsnet
Een onderwijsnet of schoolnet is een indeling van het onderwijs in Vlaanderen naar soort inrichtende macht. Sinds het schoolpact (1958) behoort elke kleuter-, lagere, secundaire school, internaat, Centrum voor Leerlingenbegeleiding of Centrum voor Volwassenenonderwijs tot een van de drie netten. Het officieel gesubsidieerd onderwijs (ogo) en het GO!-onderwijs van de Vlaamse Gemeenschap zijn vormen van officieel onderwijs waarbij leerplichtigen een levensbeschouwelijk vak kiezen: anglicaanse, islamitische, israëlitische, orthodoxe, protestantse of rooms-katholieke godsdienst of niet-confessionele zedenleer. Het vrij gesubsidieerd onderwijs (vgo) omvat voornamelijk katholieke scholen maar ook joodse en protestantse scholen en (voornamelijk) niet-confessioneel methodeonderwijs.
In het schooljaar 2006-2007 ging 16,46% van alle leerlingen in het basis- en secundair onderwijs naar het het officieel gesubsidieerd onderwijs, 15,27% naar het gemeenschapsonderwijs en 68,28% naar het vrij gesubsidieerd onderwijs. In 2009 behoorde 65% van de lagere en 75% van de middelbare scholen tot Katholiek Onderwijs Vlaanderen.

## Officieel gesubsidieerd onderwijs
Dit onderwijsnet wordt georganiseerd door lokale besturen:
- Het gemeentelijk onderwijs wordt ingericht door steden en gemeentes. De inrichtende machten zijn verenigd in de Onderwijsvereniging van Steden en Gemeenten (OVSG).
- Het provinciaal onderwijs wordt ingericht door provincies, met het provinciebestuur als inrichtende macht, verenigd in de koepel Provinciaal Onderwijs Vlaanderen (POV).[2] Sinds de splitsing van de provincie Brabant in 1995 is de Vlaamse Gemeenschapscommissie de inrichtende macht van de voormalige Nederlandstalige provinciale scholen in het Brussels Hoofdstedelijk Gewest.

De ouderverenigingen van het officieel gesubsidieerd onderwijs zijn verenigd in de organisatie Koogo.

## GO!-onderwijs van de Vlaamse Gemeenschap
Dit onderwijsnet omvat de voormalige staatsscholen of rijksscholen. In 1989 richtte de Vlaamse Gemeenschap een openbare instelling voor gemeenschapsonderwijs op met de Raad voor het Gemeenschapsonderwijs (RaGo) als centrale inrichtende macht. Het GO! onderwijs van de Vlaamse Gemeenschap bedient 15 à 20 procent van de Vlaamse schoolbevolking.

## Vrij gesubsidieerd onderwijs
Dit is onderwijs georganiseerd door een privé-initiatief. Deze scholen zijn vrij in het aanbieden van leerplannen en onderwijsmethoden. Als ze aan de inrichtingsvoorwaarden van de Vlaamse gemeenschap voldoen worden personeels- en werkingskosten gesubsidieerd. In de praktijk zijn deze subsidies door ingewikkelde verdeelsleutels altijd lager per leerling dan bij een overheidsschool.
De inrichtende macht is in de meeste gevallen een vereniging zonder winstoogmerk, maar de schoolbesturen hebben zich veelal verenigd in koepels. De grootste koepel is Katholiek Onderwijs Vlaanderen. Kleinere koepels als de Federatie van Onafhankelijke Pluralistische Emancipatorische Methodescholen (FOPEM), de Raad van Inrichtende Machten van het Protestants-Christelijk Onderwijs (IPCO), de Federatie Steinerscholen
en het Vlaams Onderwijs OverlegPlatform (VOOP) hebben zich op hun beurt verenigd in het Overleg Kleine Onderwijsverstrekkers (OKO).
Binnen het vrij gesubsidieerd onderwijs is er keuze tussen:
- confessioneel onderwijs, gebaseerd op een godsdienst, meestal de rooms-katholieke maar er zijn ook protestantse en joodse scholen. De keuze van levensbeschouwelijke vakken is niet vrij: het is automatisch de levensbeschouwing van het schoolbestuur waarvoor men kiest.
- niet-confessioneel onderwijs, niet aan een bepaalde religie gekoppeld. Vaak zijn dit 'methodescholen' (vrijeschoolonderwijs (Steiner), daltononderwijs, jenaplanonderwijs, freinetonderwijs of montessorionderwijs) die kiezen voor cultuurbeschouwing met oog voor de verschillende levensbeschouwingen.

Het kan verwarrend zijn dat sommige gemeentescholen zich een 'dalton'- of 'jenaplanschool' noemen of zeggen te werken volgens de 'steinerprincipes' terwijl ze behoren tot het GO! of Katholiek Onderwijs Vlaanderen en niet tot de koepel van de methodescholen. Het Lucerna College behoort administratief tot het niet-confessioneel vrij gesubsidieerd onderwijs, maar hanteert de leerplannen van Katholiek Onderwijs Vlaanderen.

## Netoverschrijdende initiatieven en niet-traditionele netten
Hier en daar ontstaan net-overschrijdende initiatieven op onderwijsgebied of initiatieven die buiten de traditionele netten genomen worden.
Deze netoverschrijdende initiatieven hebben in 2005 tijdens de regering-Leterme tot de oprichting geleid van InternettenSamenwerkingsCel (ISC) op het Vlaams Ministerie van Onderwijs en Vorming onder leiding van de socialistische minister Frank Vandenbroucke.
Op 30 augustus 2011 werd de 'onderwijskiezer' gelanceerd, een gemeenschappelijk initiatief van de twee grootste netten van CLB's. De website biedt onderwijsinformatie in neutrale en voor de leek begrijpelijke taal.